# Paul Dijoud
Paul Charles Louis Dijoud (ur. 25 czerwca 1938 w Neuilly-sur-Seine) – francuski polityk.
W 1960 ukończył studia w Instytucie Nauk Politycznych w Paryżu w zakresie prawa prywatnego, a w latach 1964–1966 studiował na École nationale d’administration.
12 marca 1967 został deputowanym do Zgromadzenia Narodowego III kadencji z departamentu Alpy Wysokie. Pełnił funkcję do 30 maja 1968, po czym został wybrany na kolejną kadencję od 23 czerwca 1968 do 1 kwietnia 1973, następnie sprawował tę funkcję także w V (11 marca–12 maja 1973) i VI kadencji (19 marca–5 maja 1978). Początkowo reprezentował Niezależnych Republikanów (fr. Républicains indépendants), a w VI kadencji Unię na rzecz Demokracji Francuskiej.
W drugim rządzie Pierre’a Messmera (1973–1974) był sekretarzem stanu przy premierze odpowiedzialnym za usługi publiczne. W trzecim rządzie Messmera (1974) pełnił funkcję sekretarza stanu przy ministrze kultury i środowiska odpowiedzialnego za środowisko. W rządzie Jacques’a Chiraca od 22 lipca 1974 był sekretarzem stanu przy ministrze pracy odpowiedzialnym za pracowników imigranckich. Tę samą funkcję sprawował także w pierwszym rządzie Raymonda Barre’a, w drugim rządzie Barre’a do 8 czerwca 1977 pełnił funkcję sekretarza stanu przy ministrze wyposażenia i rozwoju terytorialnego odpowiedzialnego za planowanie przestrzenne, natomiast od 8 czerwca 1977 do 31 marca 1978 był ministrem młodzieży i sportu, z kolei w trzecim rządzie Barre’a był sekretarzem stanu przy ministrze spraw wewnętrznych odpowiedzialnym za terytoria zamorskie Francji.
W latach 1971–1983 był merem Briançon, a następnie był radnym tego miasta. 16 marca 1988 został ambasadorem Francji w Kolumbii, a 30 kwietnia 1991 zastąpił go Charles Crettien. 15 lipca 1992 został ambasadorem Francji w Meksyku (20 grudnia 1994 zastąpił go Bruno Delaye), a następnie od 2 grudnia 1994 do 3 lutego 1997 był ministrem stanu Monako. 26 maja 1997 został ambasadorem Francji w Argentynie, 26 czerwca 2003 zastąpił go Francis Lott. W latach 2006–2014 był merem Les Orres.